# 沙尔克阿达
沙尔克阿达是巴西圣保罗州的一个市镇。总面积175.998平方公里，总人口14738人，人口密度83.7人/平方公里。